# Västra Långtjärnen (Degerfors socken, Västerbotten)
Västra Långtjärnen är en sjö i Vindelns kommun i Västerbotten och ingår i Umeälvens huvudavrinningsområde.